# Estação Lorenzo Arenas
A Estação Lorenzo Arenas é uma das estações do Biotrén, situada em Concepción, entre a Estação Universidad Técnica Federico Santa María e a Estação Concepción. Administrada pela Ferrocarriles del Sur (FESUR), faz parte da Linha 1.
Foi inaugurada em 1º de março de 2001. Localiza-se no cruzamento da Avenida Laguna Redonda com a Rua Dr. Santa Cruz. Atende os setores de Laguna Redonda e de Lorenzo Arenas.